# Teckenkommunikation
Teckenkommunikation, Tecken som AKK, TAKK (tecken som alternativ och kompletterande kommunikation), tecken som stöd för avläsning (ibland benämnt som enbart tecken som stöd, TSS), tecken till tal (TTT), är alla benämningar för att använda handtecken som ett komplement till talet för hörande.
Man använder sig av tecken vanligen hämtade från dövas teckenspråk för att underlätta och utveckla kommunikation för personer med språkstörning, funktionsnedsättning eller med andra svårigheter att uttrycka sig med talat språk. Tecken används i olika grad beroende av typen av tal- eller språkstörning - allt från enstaka tecken till tecknandet av hela meningar. 
Teckenkommunikation har även lanserats för barn utan funktionshinder, och kallas då ofta babyteckenspråk. 